# Tobia Bocchi
Tobia Bocchi (Parma, 7 de abril de 1997) es un deportista italiano que compite en atletismo. En los Juegos Europeos de Cracovia 2023 consiguió una medalla de oro en la prueba de triple salto.

## Palmarés internacional
| Juegos Europeos | Juegos Europeos   | Juegos Europeos | Juegos Europeos |
| Año             | Lugar             | Medalla         | Prueba          |
| --------------- | ----------------- | --------------- | --------------- |
| 2023            | Chorzów (Polonia) | Medalla de oro  | Triple salto    |